# Holorusia elobata
Holorusia elobata är en tvåvingeart som först beskrevs av Charles Paul Alexander 1967.  Holorusia elobata ingår i släktet Holorusia och familjen storharkrankar. Inga underarter finns listade i Catalogue of Life.